# 1811 en science
| Années de la science : 1808 - 1809 - 1810 - 1811 - 1812 - 1813 - 1814    |
| Décennies de la science : 1780 - 1790 - 1800 - 1810 - 1820 - 1830 - 1840 |

Cet article présente les faits marquants de l'année 1811 en science.

## Événements

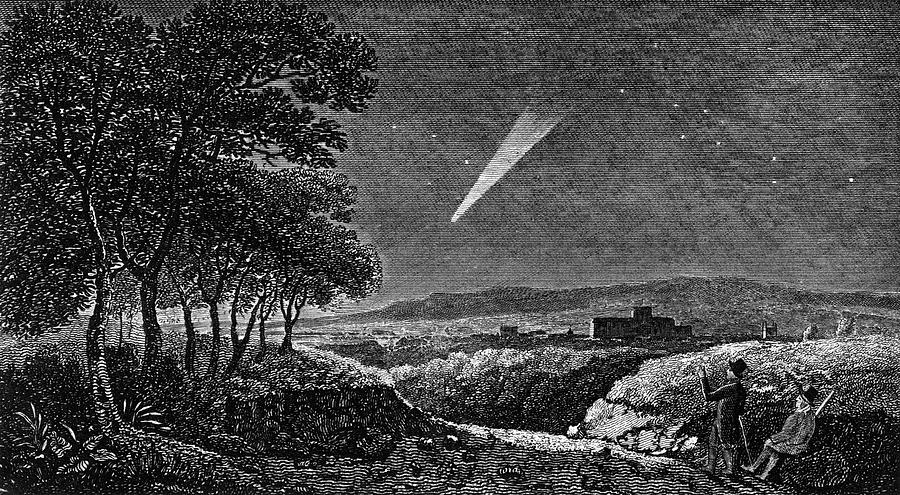
Observation de la comète le 15 octobre 1811 depuis Otterbourne Hill, près de Winchester.

- 25 mars : Honoré Flaugergues découvre la grande comète de 1811 à Viviers[1].
- Avril[2] : les ingénieurs allemands Friedrich Koenig et Andreas Bauer mettent au point une presse mécanique à cylindres fonctionnant à la vapeur, qui imprime The Times à Londres à partir du 29 novembre 1814[3]. Son fonctionnement est décrit dans les brevets du 29 mars 1810,  30 octobre 1811 et du 23 juillet 1813[4].
- 10 juin : une éruption volcanique, observée depuis le sloop britannique HMS Sabrina, forme l'île Sabrina dans les Açores, qui disparait environ quatre mois après[5].
- Juillet : le Journal de physique publie un Essai d'une manière de déterminer les masses relatives des molécules élémentaires des corps, et les proportions selon lesquelles elles entrent dans ces combinaisons, mémoire du chimiste et physicien italien Amedeo Avogadro, qui développe la loi qui porte son nom ; il établit la distinction entre molécules et atomes en postulant que tous les gaz considérés dans les mêmes conditions de température et de pression renferment, à volumes égaux, le même nombre de molécules[6].
- 18 décembre : dans une lettre à Bessel, Gauss esquisse sa théorie de l'intégration des fonctions de variable complexe[7].
- Mary Anning, douze ans, et son frère Joseph, quinze ans, découvrent un squelette d'ichthyosaure à Lyme Regis, dans le Dorset, au sud de l'Angleterre[8].
- L'industriel autrichien Johann Nepomuk Reithoffer (de) ouvre une fabrique d'articles en caoutchouc à Vienne[9].

## Publications
- Johann Karl Wilhelm Illiger : Prodromus systematis mammalium et avium, qui propose une révision du système de classification de Carl von Linné.
- Peter Simon Pallas : Zoographia rosso-asiatica.
- Siméon Denis Poisson : Traité de mécanique, volume 1.

## Prix
- Médailles de la Royal Society
  - Médaille Copley : Benjamin Collins Brodie

## Naissances

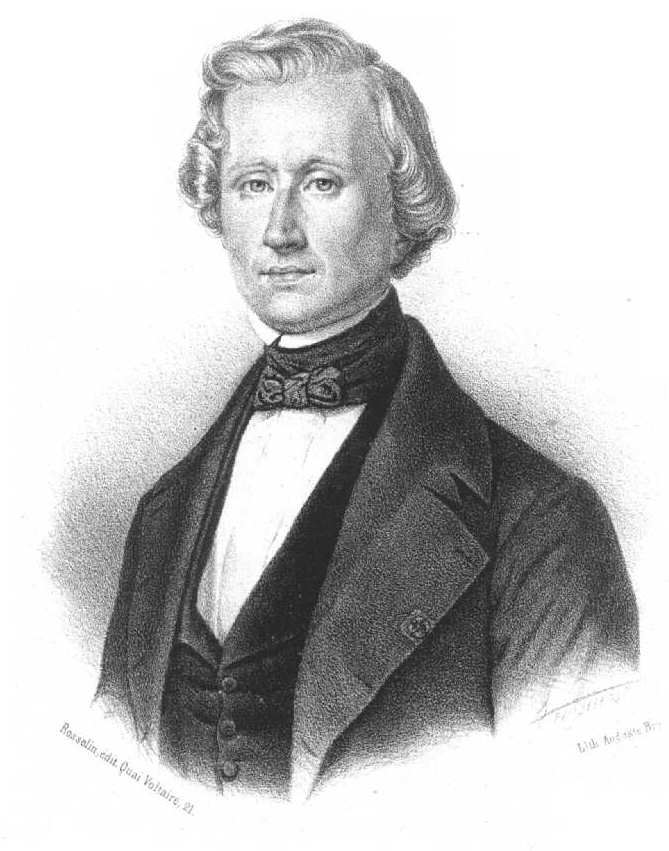
Urbain Le Verrier

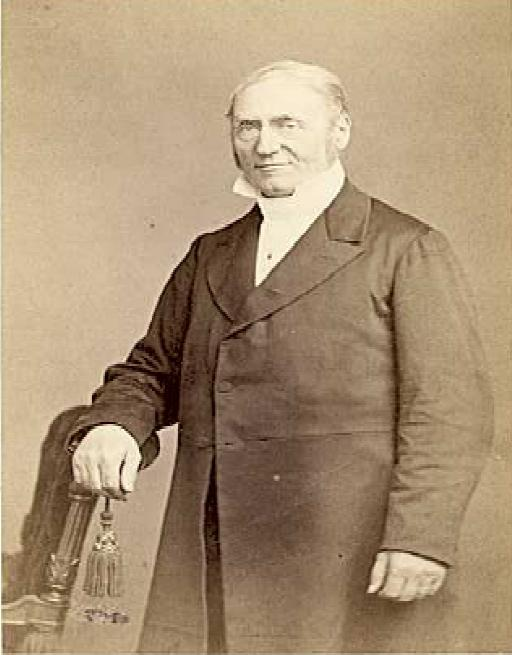
Théodore Nicolas Gobley

- 1er janvier : Auguste Bernard (mort en 1868), archéologue et historien français.
- 20 janvier : Sigismondo Castromediano (mort en 1895), archéologue et un érudit italien.
- 22 janvier : Raffaele Garrucci (mort en 1885), jésuite, historien de l'art et numismate italien.

- 20 février : Gabriel Alcippe Mahistre (mort en 1860), mathématicien et mécanicien français.

- 2 mars : Hugh Edwin Strickland (mort en 1853), ornithologue et géologue britannique.
- 11 mars : Urbain Le Verrier (mort en 1877), astronome et mathématicien français.

- 11 avril : Emmanuel de Rougé (mort en 1872), égyptologue et philologue français.

- 5 mai : John William Draper (mort en 1882), scientifique, philosophe, médecin, chimiste, historien et photographe américain d'origine anglaise.

- 7 juin : James Young Simpson (mort en 1870), obstétricien écossais.
- 15 juillet : Henri Coquand (mort en 1881), géologue et paléontologue français.
- 30 juillet : Giuseppe Giovanni Antonio Meneghini (mort en 1889), naturaliste et géologue italien.

- 7 août : Elias Loomis (mort en 1889), mathématicien et météorologue américain.
- 16 août : Théodore Pavie (mort en 1896), voyageur, écrivain et orientaliste.

- 12 septembre : James Hall (mort en 1898), géologue et paléontologue américain.

- 12 octobre : Thomas Caverhill Jerdon (mort en 1872), médecin, botaniste et zoologiste britannique.
- John James Waterston (mort en 1883), ingénieur et physicien écossais.

## Décès

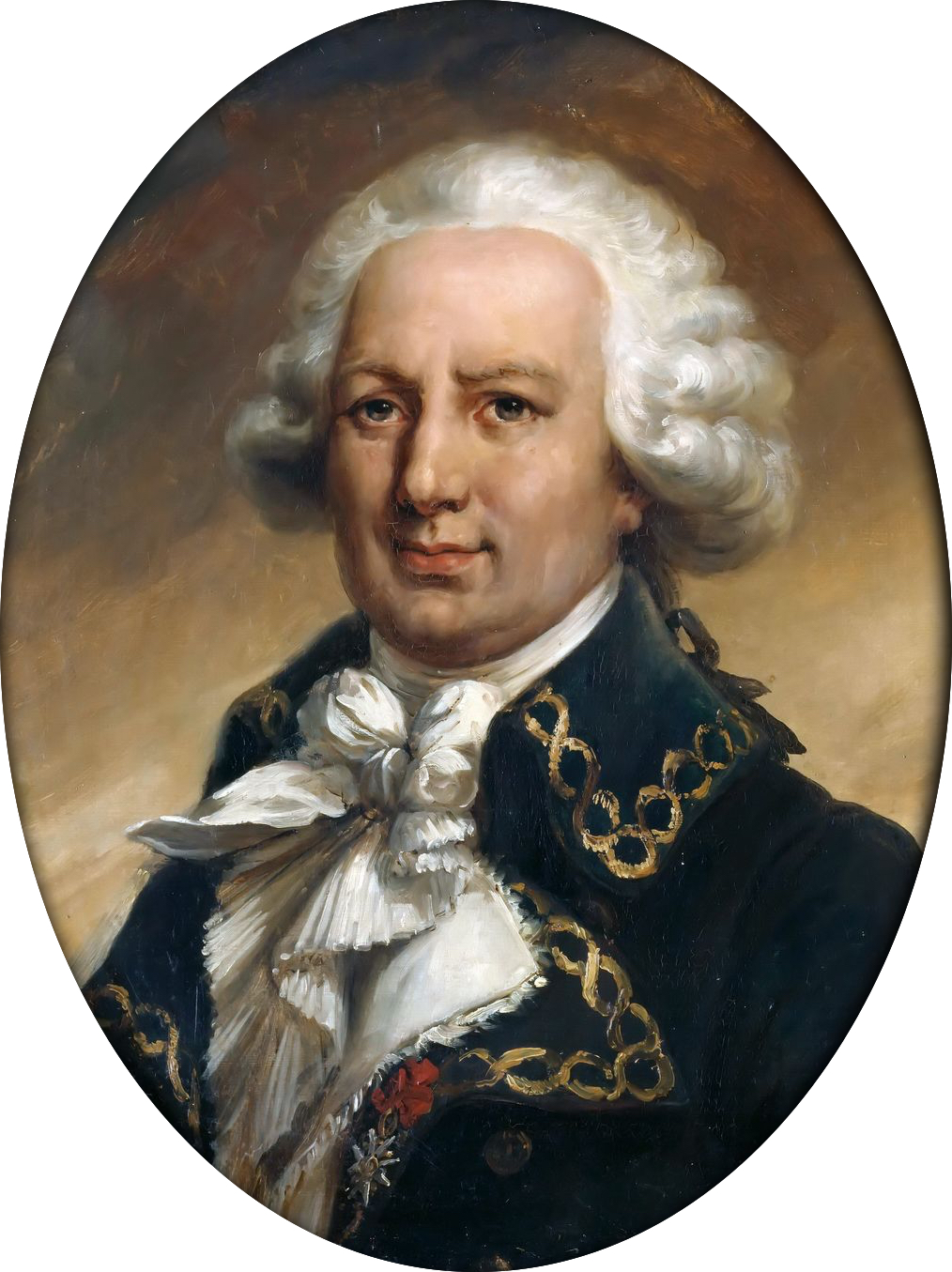
Louis Antoine de Bougainville

- 1er février : Jean-Philippe de Limbourg (né en 1726), médecin et chimiste belge.
- 9 février : Nevil Maskelyne (né en 1732), astronome britannique, astronome royal.

- 25 mars : Jan Frederik van Beeck Calkoen (né en 1772), astronome et mathématicien néerlandais.
- 24 avril : Nicolas-Antoine Nouet (né en 1740), astronome français.
- 7 avril : Jean-Baptiste Pussin (né en 1745), surveillant d'asile français.
- 31 août : Louis Antoine de Bougainville (né en 1729), navigateur et explorateur français.
- 18 septembre : Jean Trembley (né en 1749), mathématicien, philosophe et psychologue genevois.